# 井手之上優
井手之上 優（いでのうえ まさる、1951年または1952年 - ）は、日本の地方公務員。大阪府福祉部長、大阪府社会福祉協議会会長を歴任。瑞宝小綬章受章。

## 人物・経歴
大阪府庁に入庁。2010年 (平成22年) 4月 高木哲夫の後任として福祉部長。2011年度の福祉部長マニフェストでは重点課題として子育て支援、障がい者支援、高齢者の自立支援、新たな地域福祉セーフティネットの構築、福祉・介護人材の確保及び質の向上の５点を挙げた。2013年3月 酒井隆行を後任に同職および大阪府を定年退職。大阪府庁退職後に大阪府社会福祉協議会常務理事。2018年7月 全国社会福祉協議会政策委員会委員長として大阪府北部地震や同年7月豪雨の被災者支援や被災した福祉施設等の復旧・復興のための支援について、必要な予算確保を含む国による支援に関する要望書をとりまとめた。後に大阪社協会長。

## 栄典
- 2022年 令和4年秋の叙勲で瑞宝小綬章を受章[1]